# Domingo Sangrento (1920)

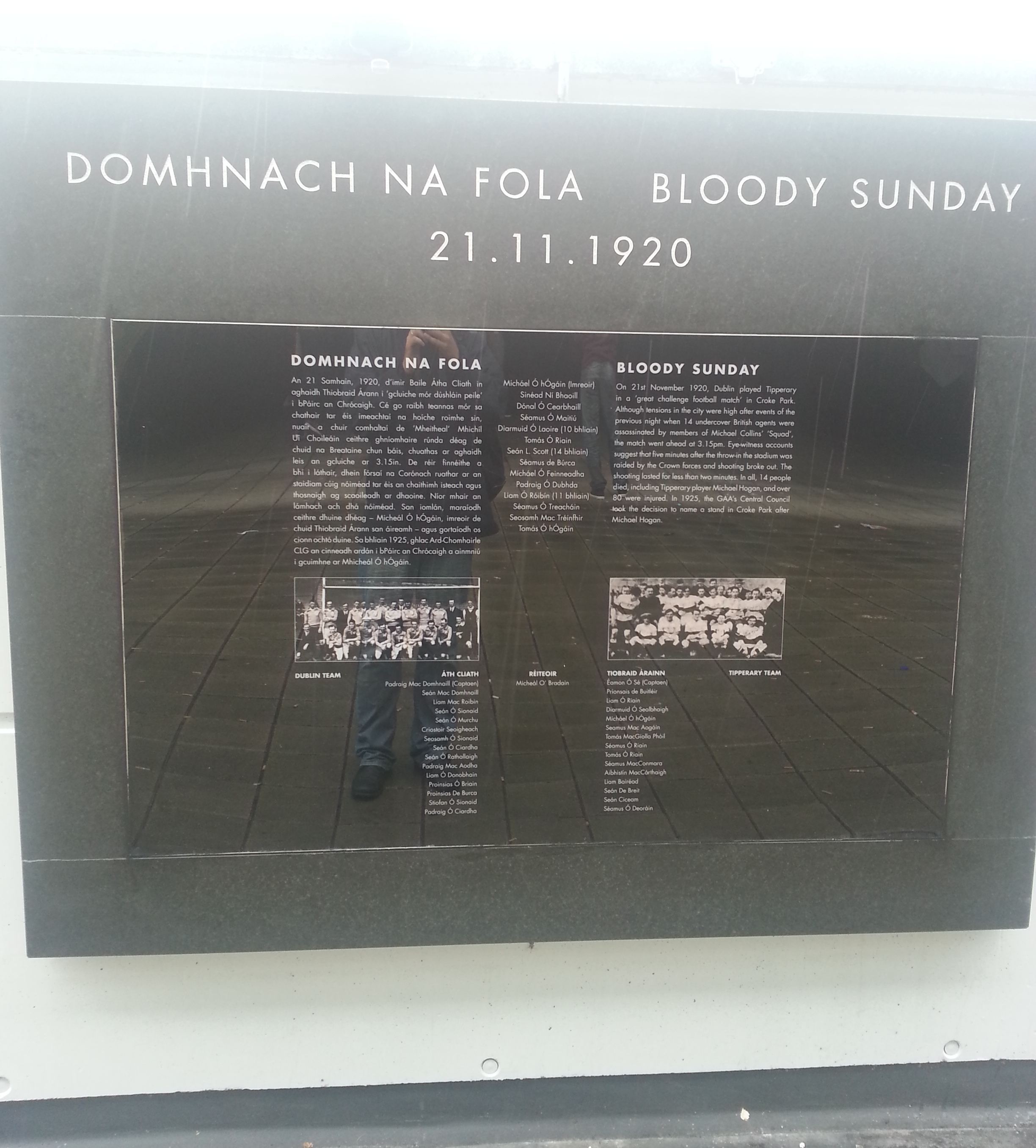
Placa de recordação do Domingo Sangrento em Croke Park, Dublin

O Domingo Sangrento (em irlandês:  Domhnach na Fola; ou em inglês:  Bloody Sunday) foi um violento dia que aconteceu em Dublin em 21 de novembro de 1920, durante a Guerra da Independência da Irlanda. No total, mais de trinta indivíduos morreram — treze pessoas que trabalhavam para os britânicos e dois civis, mortos pelos rebeldes irlandeses; e três prisioneiros republicanos e quatorze civis irlandeses, mortos em represálias pelos britâncios.
O dia começou com uma operação lançada pelo Exército Republicano Irlandês (IRA), organizada por Michael Collins, para assassinar a chamada "Cairo Gang", um grupo de agentes da MI6 (o serviço de inteligência britânico) que estavam trabalhando em Dublin. Nos ataques morreram ao menos nove oficiais ingleses, um membro da Real Polícia Irlandesa, um informante britânico, dois civis e dois militares auxiliares.
Mais tarde, no mesmo dia, em represália, integrantes da milícia Black and Tans e membros da Real Polícia (RIC) invadiram o estádio Croke Park, onde estava havendo uma partida de futebol gaélico, e então abriram fogo contra os jogadores no campo e contra a população nas arquibancadas. Ao menos quatorze civis foram mortos, com outros oitenta ficando feridos. Além disso, na mesma noite, três homens suspeitos de terem ligações com o IRA foram espancados no Castelo de Dublin e então executados a tiro.
No geral, os eventos deste dia terminaram com um número relativamente baixo de mortos, porém suas repercussões foram enormes. O Domingo Sangrento acabou sendo um sucesso para o IRA, já que a operação orquestrada por Collins conseguiu atingir e danificar seriamente o aparato de inteligência britânico na Irlanda. As violentas represálias feitas pelos militares britânicos não conseguiram desmoralizar os rebeldes irlandeses e acabou, na verdade, aumentando o apoio interno ao IRA, ao mesmo tempo que trouxe condenação internacional as ações dos combatentes ingleses naquela guerra.